# Déflecteur (Formule 1)
Pour les articles homonymes, voir Déflecteur.

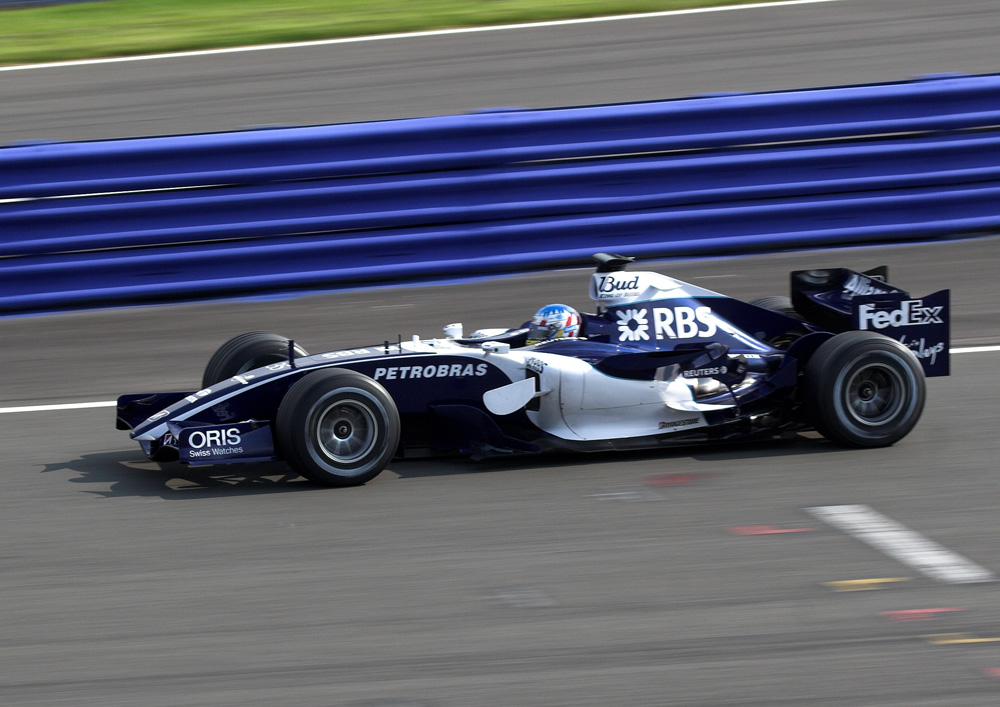
La Williams FW28 pilotée par Alexander Wurz teste deux nouveaux déflecteurs (juste derrière les roues avant) à Silverstone en 2006.

En Formule 1, un déflecteur est un appendice aérodynamique, élément de la « carrosserie », fabriqué en carbone, et permettant d'orienter un flux d'air vers une direction souhaitée ou de l'en écarter.
L'objectif du déflecteur, une pièce testée en soufflerie, est de réguler le comportement aérodynamique de la voiture. Positionnés juste derrière les roues avant, les déflecteurs principaux dirigent l'air engouffré sous l'aileron avant et entre la coque et les roues avant vers les entrées de refroidissement du moteur. Ils permettent aussi d'évacuer les turbulences générées par les roues avant en dehors du champ d'action de l'aileron arrière.
Depuis la saison 2006 et, surtout, 2007, de nombreuses monoplaces (Ferrari F2007, BMW Sauber F1.07...) utilisaient des déflecteurs en forme de demi-lunes fixés sur les entrées d'air des pontons, de façon à inclure davantage d'air dans le circuit de refroidissement du moteur. Les déflecteurs principaux permettaient aussi d'empêcher l'entrée de certains débris ou poussière dans les entrées d'air des pontons
Depuis la saison 2009, les appendices aérodynamiques disposés sur la carrosserie (ailettes, déflecteurs, sabot, cheminées de refroidissement) sont interdits.